# آدم بارتون
آدم بارتون (بالإنجليزية: Adam Barton)‏ (7 يناير 1991 ببلاكبرن في المملكة المتحدة - ) هو لاعب كرة قدم أيرلندي شمالي في مركز الوسط. شارك مع منتخب جمهورية أيرلندا تحت 21 سنة لكرة القدم ومنتخب أيرلندا الشمالية لكرة القدم. أما مع النوادي، فقد لعب مع بريستون نورث إيند وكوفنتري سيتي ونادي بورتسموث ونادي كرولي تاون وفليتوود تاون.

## وصلات خارجية
- آدم بارتون على موقع الاتحاد الأوربي (الإنجليزية)
- آدم بارتون على موقع قاعدة بيانات كرة القدم.إي يو (الإنجليزية)
- آدم بارتون على موقع ناشيونال فوتبول تيمز (الإنجليزية)
- آدم بارتون على موقع Soccerbase.com (لاعب) (الإنجليزية)
- آدم بارتون على موقع Soccerway.com (الإنجليزية)